# Distritos da Chéquia

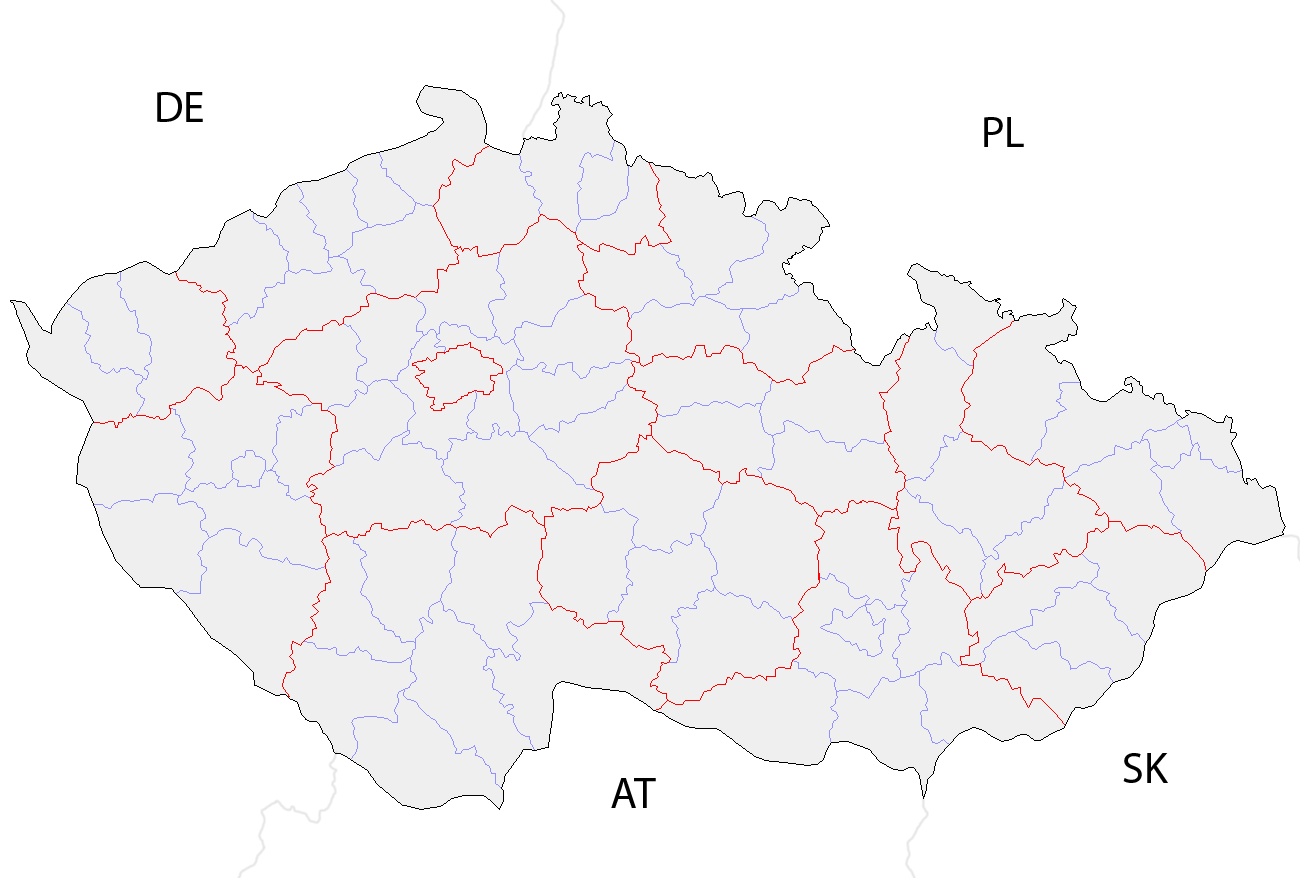
Mapa dos distritos

Em 1960, a Checoslováquia foi redividida em distritos (okres, plural okresy), muitas vezes sem levar em conta a divisão tradicional e as relações locais. Na área da atual República Checa, existia 75 distritos, um 76°, o distrito de Jeseník, foi criado na década de 1990 a partir do distrito de Šumperk. Três consistiam apenas de cidades estatutárias (Statutární města, singular město), Brno, Ostrava e Plzeň, que adquiriram o estatuto de distritos somente em 1971; a cidade capital de Praga (Hlavní město Praha) possuía um estatuto especial, porém, os dez distritos de Praga (obvody) eram de certa forma equivalentes aos okres.
Uma reforma em vigor desde janeiro de 2003, substituiu os distritos por 204 Municípios com Competência Estendida (obce s rozšířenou působností; também obce III. stupně - municípalidades de terceiro nível, extra-oficialmente também chamados de "pequenos distritos" - em tcheco/checo:  malé okresy), que assumiram a maior parte da administração das antigas autoridades distritais. Alguns destes municípios estão subdivididos em Municípios com Autoridade Local Delegada (obce s pověřeným obecním úřadem, reduzido para pověřená obec, plural pověřené obce; "municípios de segundo nível"). Os antigos distritos ainda existem como unidades territoriais e permanecem como sede de alguns órgãos, sobretudo os tribunais. Em 2007, os limites dos distritos foram ligeiramente ajustados de modo que 119 municípios estão agora dentro de diferentes distritos.
| Região (Kraj)                          | Distrito (Okres)           | Área (km²) | População (2002) | Número de municípios |
| -------------------------------------- | -------------------------- | ---------- | ---------------- | -------------------- |
| Karlovy Vary (Karlovarský kraj)        | Cheb                       | 933        | 89 107           | 39                   |
| Karlovy Vary (Karlovarský kraj)        | Karlovy Vary               | 1628       | 121 886          | 55                   |
| Karlovy Vary (Karlovarský kraj)        | Sokolov                    | 753        | 93 227           | 38                   |
| Boêmia Central (Středočeský kraj)      | Benešov                    | 1524       | 93 220           | 115                  |
| Boêmia Central (Středočeský kraj)      | Beroun                     | 662        | 76 101           | 85                   |
| Boêmia Central (Středočeský kraj)      | Kladno                     | 692        | 150 181          | 100                  |
| Boêmia Central (Středočeský kraj)      | Kolín                      | 846        | 95 523           | 100                  |
| Boêmia Central (Středočeský kraj)      | Kutná Hora                 | 917        | 73 337           | 88                   |
| Boêmia Central (Středočeský kraj)      | Mělník                     | 712        | 94 868           | 70                   |
| Boêmia Central (Středočeský kraj)      | Mladá Boleslav             | 1058       | 114 042          | 123                  |
| Boêmia Central (Středočeský kraj)      | Nymburk                    | 876        | 84 784           | 87                   |
| Boêmia Central (Středočeský kraj)      | Praga-Leste (Praha-východ) | 584        | 98 453           | 91                   |
| Boêmia Central (Středočeský kraj)      | Praga-Oeste (Praha-západ)  | 586        | 86 777           | 80                   |
| Boêmia Central (Středočeský kraj)      | Příbram                    | 1628       | 107 260          | 120                  |
| Boêmia Central (Středočeský kraj)      | Rakovník                   | 930        | 54 128           | 84                   |
| Hradec Králové (Královéhradecký kraj)  | Hradec Králové             | 875        | 159 622          | 101                  |
| Hradec Králové (Královéhradecký kraj)  | Jičín                      | 887        | 77 368           | 111                  |
| Hradec Králové (Královéhradecký kraj)  | Náchod                     | 851        | 112 448          | 78                   |
| Hradec Králové (Královéhradecký kraj)  | Rychnov nad Kněžnou        | 998        | 79 003           | 83                   |
| Hradec Králové (Královéhradecký kraj)  | Trutnov                    | 1147       | 119 996          | 75                   |
| Liberec (Liberecký kraj)               | Česká Lípa                 | 1137       | 106 411          | 59                   |
| Liberec (Liberecký kraj)               | Jablonec nad Nisou         | 402        | 88 232           | 34                   |
| Liberec (Liberecký kraj)               | Liberec                    | 925        | 158 988          | 57                   |
| Liberec (Liberecký kraj)               | Semily                     | 699        | 74 660           | 65                   |
| Morávia-Silésia (Moravskoslezský kraj) | Bruntál                    | 1658       | 104 480          | 67                   |
| Morávia-Silésia (Moravskoslezský kraj) | Frýdek-Místek              | 1273       | 226 592          | 72                   |
| Morávia-Silésia (Moravskoslezský kraj) | Karviná                    | 347        | 277 244          | 17                   |
| Morávia-Silésia (Moravskoslezský kraj) | Nový Jičín                 | 918        | 159 473          | 53                   |
| Morávia-Silésia (Moravskoslezský kraj) | Opava                      | 1144       | 180 769          | 77                   |
| Morávia-Silésia (Moravskoslezský kraj) | Ostrava                    | 214        | 314 102          | 13                   |
| Olomouc (Olomoucký kraj)               | Jeseník                    | 719        | 42 251           | 24                   |
| Olomouc (Olomoucký kraj)               | Olomouc                    | 1451       | 224 156          | 92                   |
| Olomouc (Olomoucký kraj)               | Přerov                     | 884        | 138 895          | 104                  |
| Olomouc (Olomoucký kraj)               | Prostějov                  | 770        | 109 524          | 96                   |
| Olomouc (Olomoucký kraj)               | Šumperk                    | 1316       | 125 924          | 78                   |
| Pardubice (Pardubický kraj)            | Chrudim                    | 1030       | 104 748          | 113                  |
| Pardubice (Pardubický kraj)            | Pardubice                  | 889        | 160 251          | 115                  |
| Pardubice (Pardubický kraj)            | Svitavy                    | 1335       | 101 832          | 113                  |
| Pardubice (Pardubický kraj)            | Ústí nad Orlicí            | 1265       | 138 753          | 111                  |
| Plzeň (Plzeňský kraj)                  | Domažlice                  | 1140       | 58 895           | 86                   |
| Plzeň (Plzeňský kraj)                  | Klatovy                    | 1939       | 87 680           | 95                   |
| Plzeň (Plzeňský kraj)                  | Plzeň-Ciudad (Plzeň-město) | 125        | 163 791          | 15                   |
| Plzeň (Plzeňský kraj)                  | Plzeň-Sul (Plzeň-jih)      | 1080       | 68 495           | 90                   |
| Plzeň (Plzeňský kraj)                  | Plzeň-Norte (Plzeň-sever)  | 1323       | 73 610           | 98                   |
| Plzeň (Plzeňský kraj)                  | Rokycany                   | 575        | 45 574           | 68                   |
| Plzeň (Plzeňský kraj)                  | Tachov                     | 1379       | 51 329           | 51                   |
| Prague (Hlavní město Praha)            | Prague                     | 496        | 1 181 610        | 1                    |
| Boêmia do Sul (Jihočeský kraj)         | České Budějovice           | 1625       | 178 523          | 107                  |
| Boêmia do Sul (Jihočeský kraj)         | Český Krumlov              | 1615       | 59 817           | 46                   |
| Boêmia do Sul (Jihočeský kraj)         | Jindřichův Hradec          | 1944       | 92 846           | 106                  |
| Boêmia do Sul (Jihočeský kraj)         | Písek                      | 1138       | 70 419           | 76                   |
| Boêmia do Sul (Jihočeský kraj)         | Prachatice                 | 1375       | 51.410           | 65                   |
| Boêmia do Sul (Jihočeský kraj)         | Strakonice                 | 1032       | 69 496           | 112                  |
| Boêmia do Sul (Jihočeský kraj)         | Tábor                      | 1327       | 102 586          | 111                  |
| Morávia do Sul (Jihomoravský kraj)     | Blansko                    | 943        | 107 454          | 130                  |
| Morávia do Sul (Jihomoravský kraj)     | Břeclav                    | 1173       | 123 265          | 69                   |
| Morávia do Sul (Jihomoravský kraj)     | Brno                       | 230        | 729 509          | 1                    |
| Morávia do Sul (Jihomoravský kraj)     | Brno-Venkov                | 1108       | 161 269          | 137                  |
| Morávia do Sul (Jihomoravský kraj)     | Hodonín                    | 1086       | 158 602          | 81                   |
| Morávia do Sul (Jihomoravský kraj)     | Vyškov                     | 889        | 114 061          | 81                   |
| Morávia do Sul (Jihomoravský kraj)     | Znojmo                     | 1637       | 114 061          | 148                  |
| Ústí nad Labem (Ústecký kraj)          | Chomutov                   | 935        | 124 744          | 44                   |
| Ústí nad Labem (Ústecký kraj)          | Děčín                      | 909        | 133 631          | 52                   |
| Ústí nad Labem (Ústecký kraj)          | Litoměřice                 | 1032       | 114 497          | 105                  |
| Ústí nad Labem (Ústecký kraj)          | Louny                      | 1118       | 85 830           | 70                   |
| Ústí nad Labem (Ústecký kraj)          | Most                       | 467        | 116 786          | 26                   |
| Ústí nad Labem (Ústecký kraj)          | Teplice                    | 469        | 126 635          | 34                   |
| Ústí nad Labem (Ústecký kraj)          | Ústí nad Labem             | 405        | 117 589          | 23                   |
| Vysočina (Vysočina)                    | Havlíčkův Brod             | 1265       | 94 778           | 120                  |
| Vysočina (Vysočina)                    | Jihlava                    | 1180       | 108 404          | 121                  |
| Vysočina (Vysočina)                    | Pelhřimov                  | 1290       | 72 219           | 120                  |
| Vysočina (Vysočina)                    | Třebíč                     | 1518       | 116 415          | 173                  |
| Vysočina (Vysočina)                    | Žďár nad Sázavou           | 1672       | 118 216          | 195                  |
| Zlín (Zlínský kraj)                    | Kroměříž                   | 799        | 107 852          | 80                   |
| Zlín (Zlínský kraj)                    | Uherské Hradiště           | 991        | 143 763          | 78                   |
| Zlín (Zlínský kraj)                    | Vsetín                     | 1143       | 145 875          | 59                   |
| Zlín (Zlínský kraj)                    | Zlín                       | 1030       | 192 994          | 87                   |